# Улица Бариню (Рига)
Улица Ба́риню (латыш. Bāriņu iela — в переводе «Сиротская») — улица в Земгальском предместье города Риги, в Агенскалнсе. Пролегает в юго-западном и западном направлении от бульвара Узварас до улицы Маза Нометню у Агенскалнского рынка.
Движение двустороннее. Проходят многие маршруты автобуса, а от перекрёстка с бульваром Александра Грина до конца улицы проходит и линия трамвайного маршрута № 2 (с 1905 года). Общая длина улицы составляет 1022 метра. На всём протяжении асфальтирована; зона трамвайной линии замощена булыжником.

## История
Улица Бариню проложена в 1904 году по территории участка, принадлежащего городскому сиротскому дому, от чего и получила своё наименование (рус. Сиротская улица, нем. Waisenstrasse). До начала Первой мировой войны также использовалось название Waisenhausstrasse (с нем. — «улица Сиротского дома»).
С 1974 по 1990 год улица носила имя советского генерала Андрея Стученко, других переименований не было.

## Примечательные объекты
- Начало улицы проходит по парку Победы; в развилке с бульваром Узварас был установлен памятник освободителям Риги (снесён в 2022 году).
- По нечётной стороне, между улицами Эдуарда Смильгя и Талсу, расположен Театральный музей имени Э. Смильгиса (ул. Эдуарда Смильгя, 37)[6].
- Дом № 10 — здание почты и телефонной станции (1929-1930, архитектор Д. Зариньш)[7].
- Наиболее примечательное здание на чётной стороне — основная школа им. Фрициса Бривземниекса (ул. Зеллю, 4).
- Последнее здание по нечётной стороне — Агенскалнский рынок (ул. Нометню, 64) — памятник архитектуры государственного значения[8].

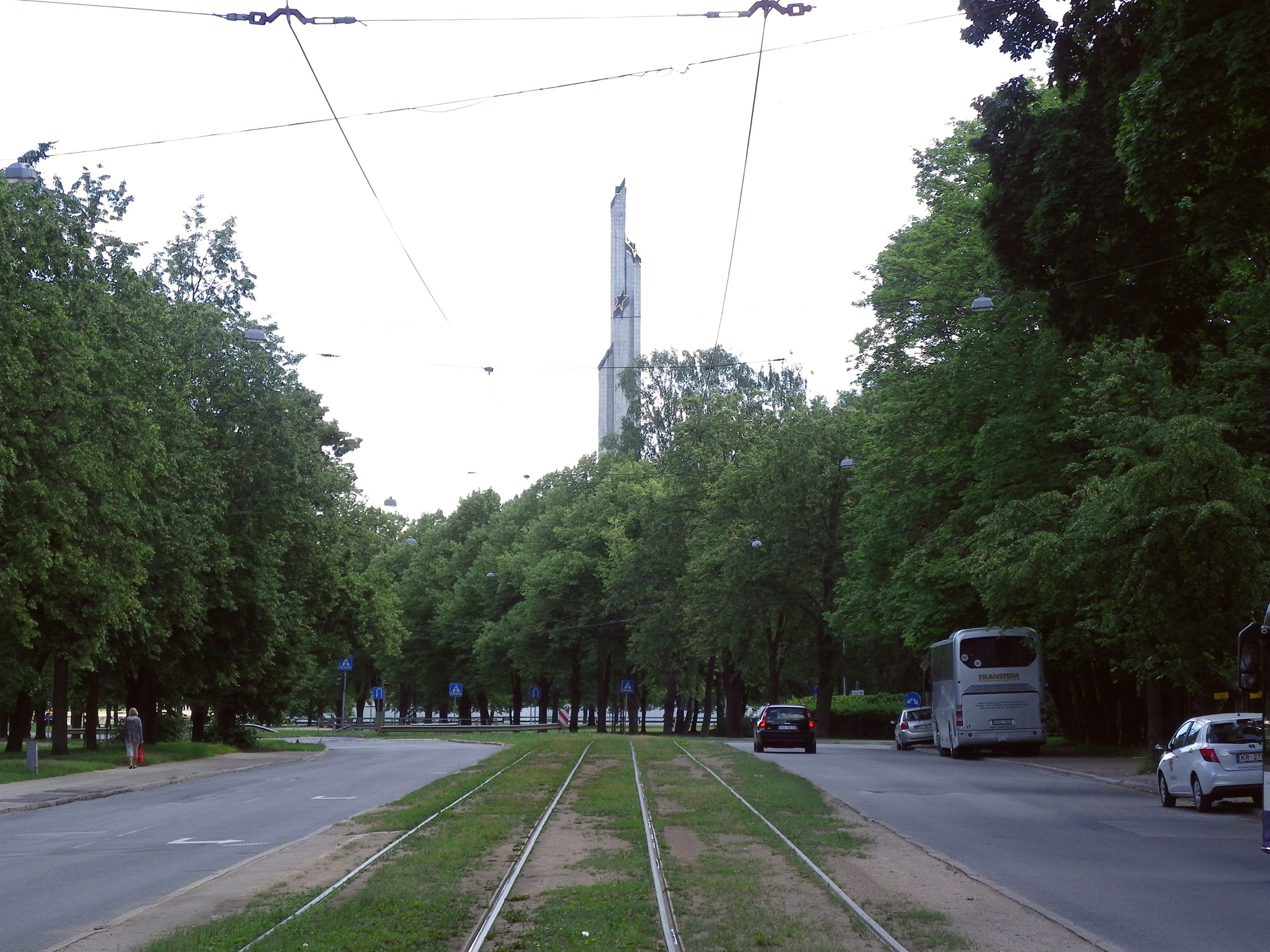
Вид на парк Победы
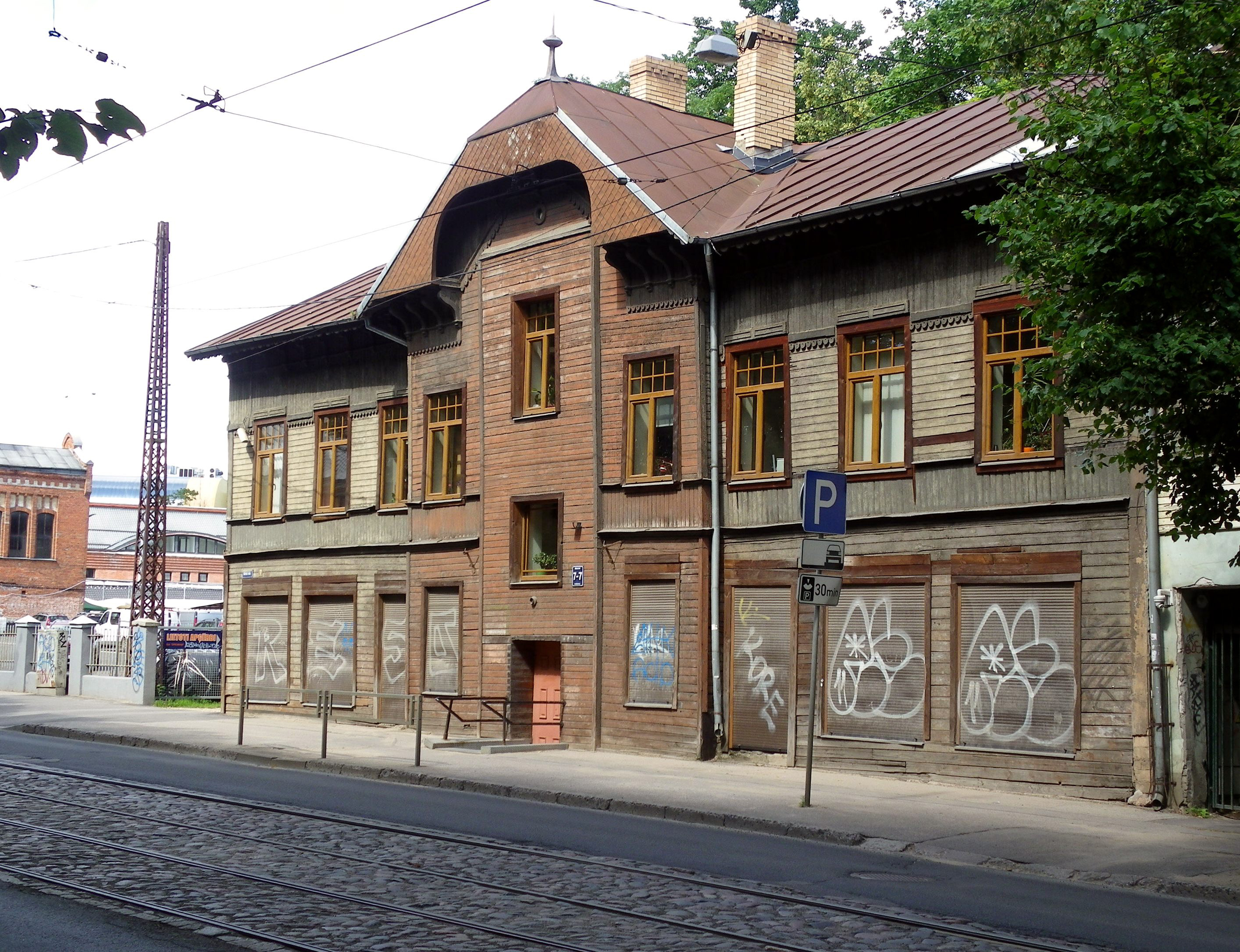
Дом № 7
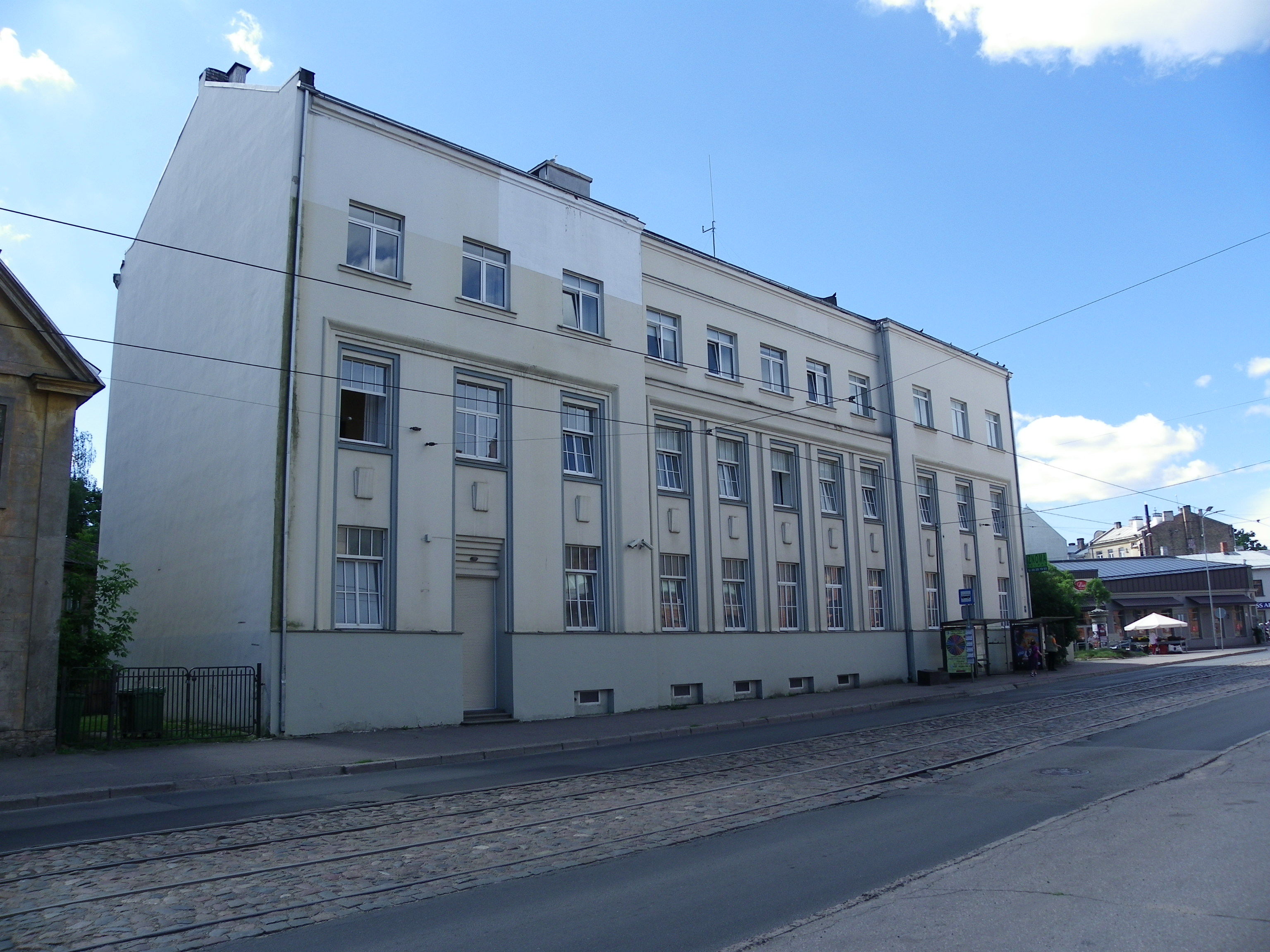
Дом № 10
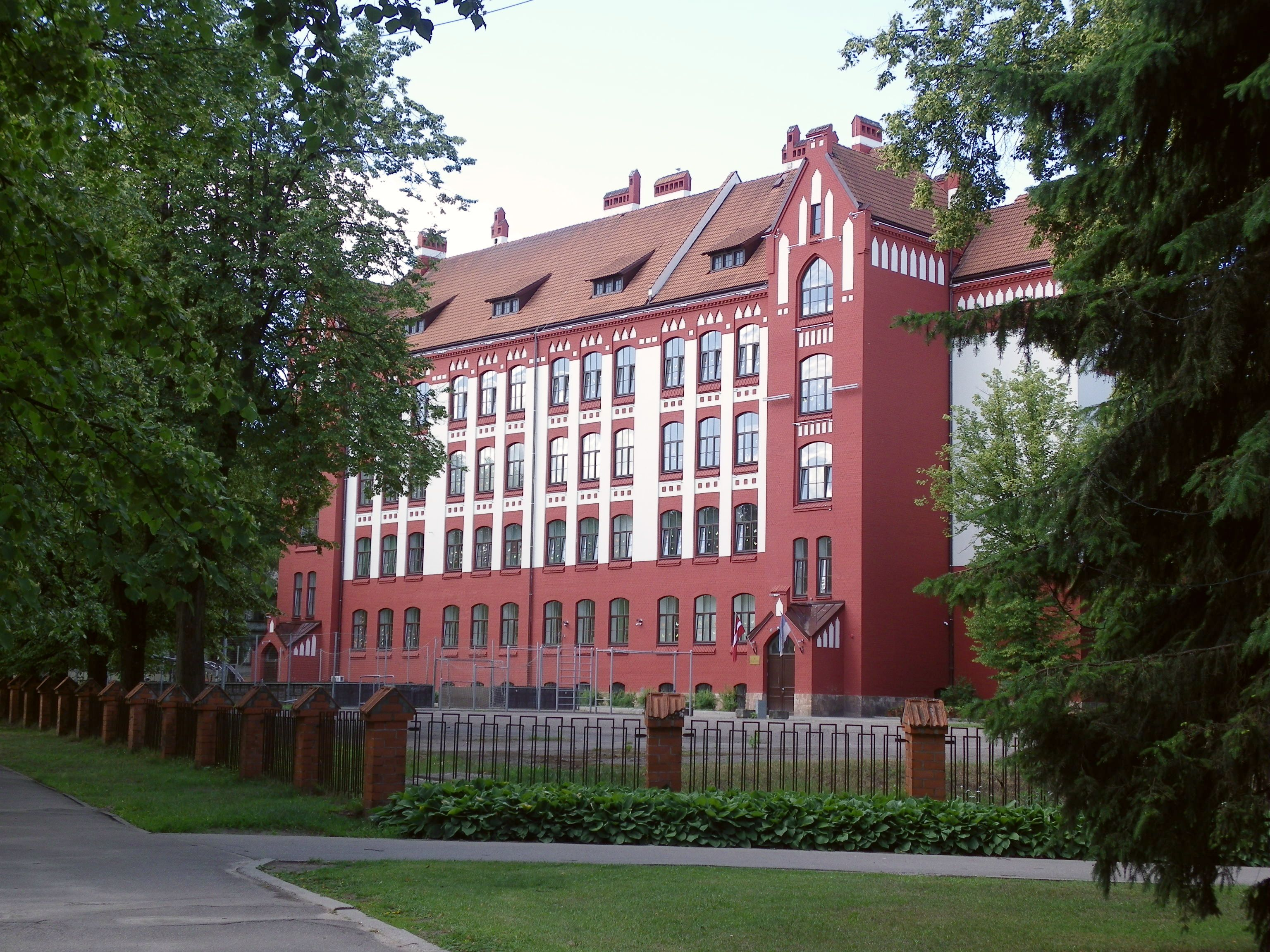
Школа им. Ф. Бривземниекса (1910)
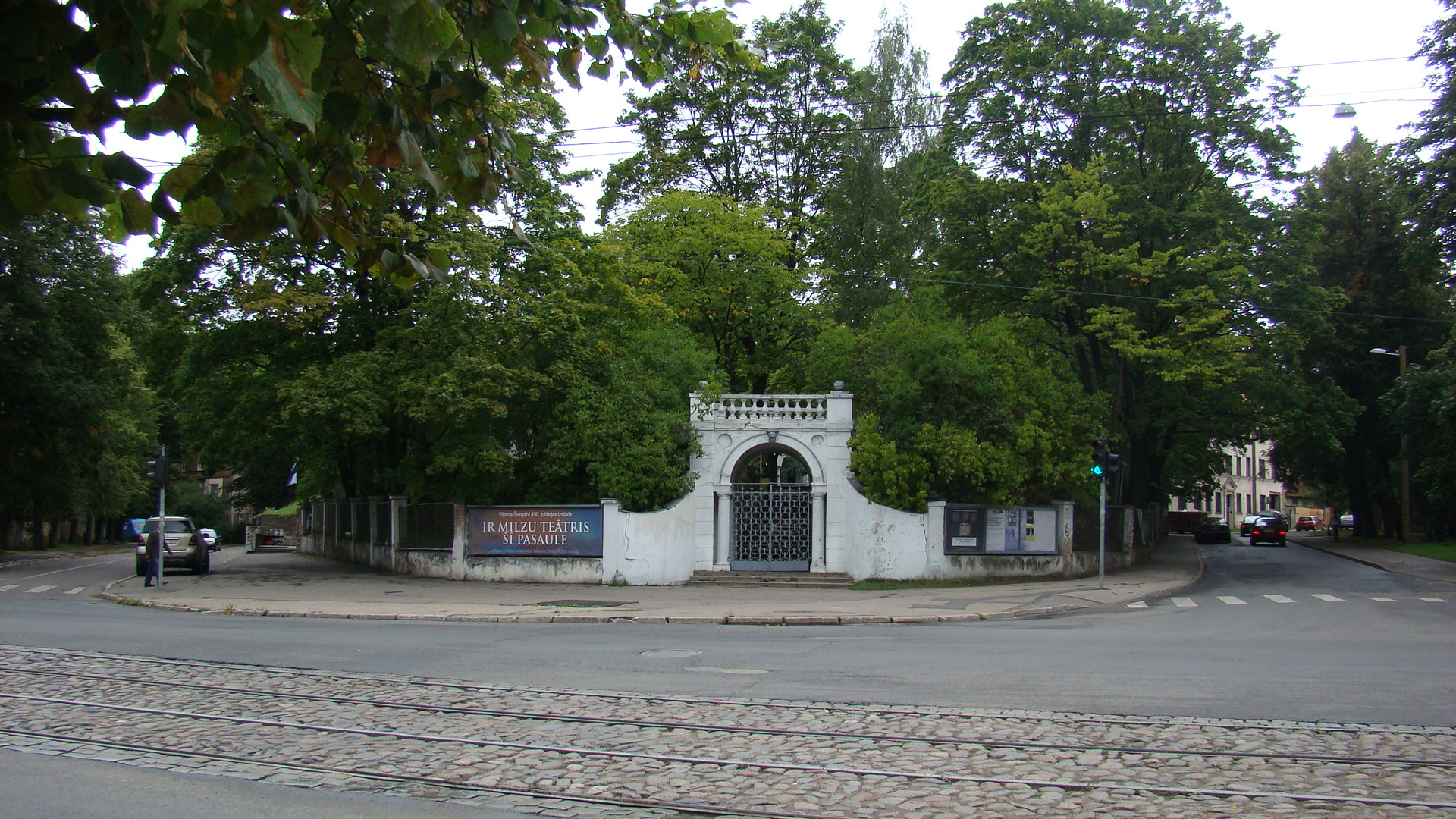
Вход на территорию театрального музея им. Э. Смильгиса
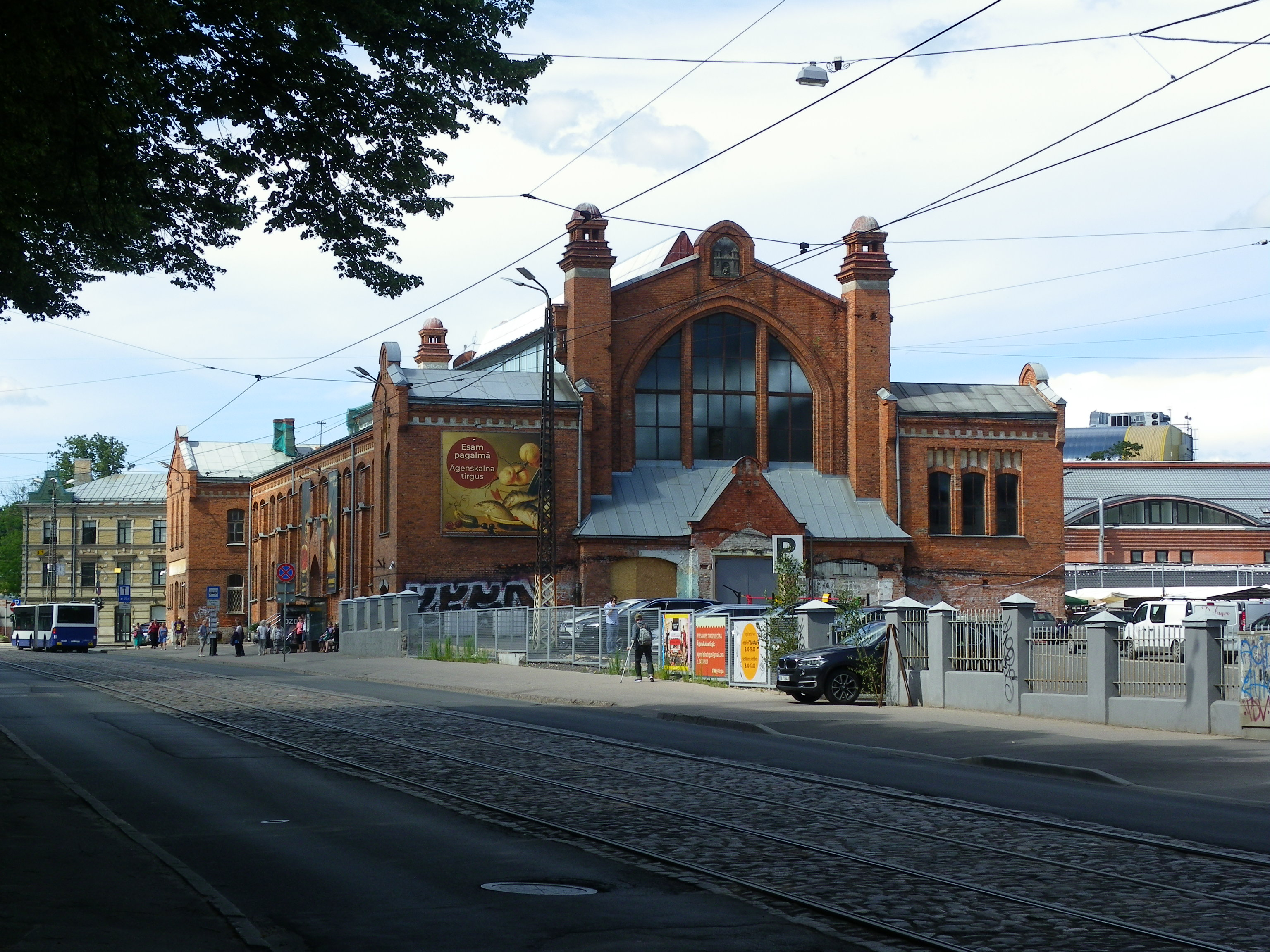
Агенскалнский рынок (вид от улицы Бариню)

## Прилегающие улицы
Улица Бариню пересекается со следующими улицами:
- бульвар Узварас
- бульвар Александра Грина
- улица Херманя
- улица Эдуарда Смильгя
- улица Талсу
- улица Зеллю
- улица Маза Нометню
- улица Нометню